# Droga wojewódzka 135
Die Droga wojewódzka 135 (DW 135) ist eine Woiwodschaftsstraße in Polen. Sie verläuft in Nord-Süd-Richtung innerhalb des Powiat Czarnkowsko-Trzcianecki (Kreis Czarnikau-Schönlanke) im Borwesten  der Woiwodschaft Großpolen und verbindet auf einer Strecke von 20 Kilometern die Stadt Wieleń (Filehne) mit der ländlichen Region südlich von Drawsko (Dratzig). Bei Nowe Kwiejce (Neusorge) trifft sie auf die DW 133, die von Chełst (Neuteich) kommend über Sieraków (Zirke) nach Chrzypsko Wielki führt.
In ihrem Ausgangspunkt Wieleń greift die DW 135 den Anschluss von vier weiteren Woiwodschaftsstraßen auf: DW 123, DW 174, DW 177 und DW 181.

## Streckenverlauf
Woiwodschaft Großpolen
- Powiat Czarnkowsko-Trzcianecki (Kreis Czarnikau-Schönlanke):
  - Wieleń (Filehne) (→ DW 123 (Nowe Osieczno (Neuhochzeit) → Wieleń), DW 174 (Czarnków (Czarnikau) - Nowe Dwory (Neuhöfen) ↔ Krzyż Wielkopolski (Kreuz (Ostbahn)) - Drezdenko (Driesen)), DW 177 (Czaplinek (Tempelburg) - Mirosławiec (Märkisch Friedland) - Człopa (Schloppe) → Wieleń) und DW 181 (Czarnków - Ciszkowo - ↔ Drawsko (Dratzig) - Drezdenko))

- X ehemalige Bahnstrecke (Staatsbahnlinie Nr. 236) Drawski Młyn (Dratzigmühle)–Lubasz (Lubasch)–Rogoźno (Rogasen) –Inowrocław (Hohensalza) X
  - Portzebowice (Nothwendig)
  - Miały (Miala)

- X PKP-Bahnstrecke Nr. 351 Stettin - Krzyż Wielkopolski (Kreuz (Ostbahn)) - Posen X
- ~ Miała (Mühlenfließ) ~
  - Marylin (Marianowo)
  - Piłka (Schneidemühlchen)
  - Nowe Kwiejce (Neusorge) (→ DW 133 (Chełst (Neuteich) ↔ Sieraków (Zirke) ↔ Chrzypsko Wielki (Groß Seeberg)))